# Austin K9

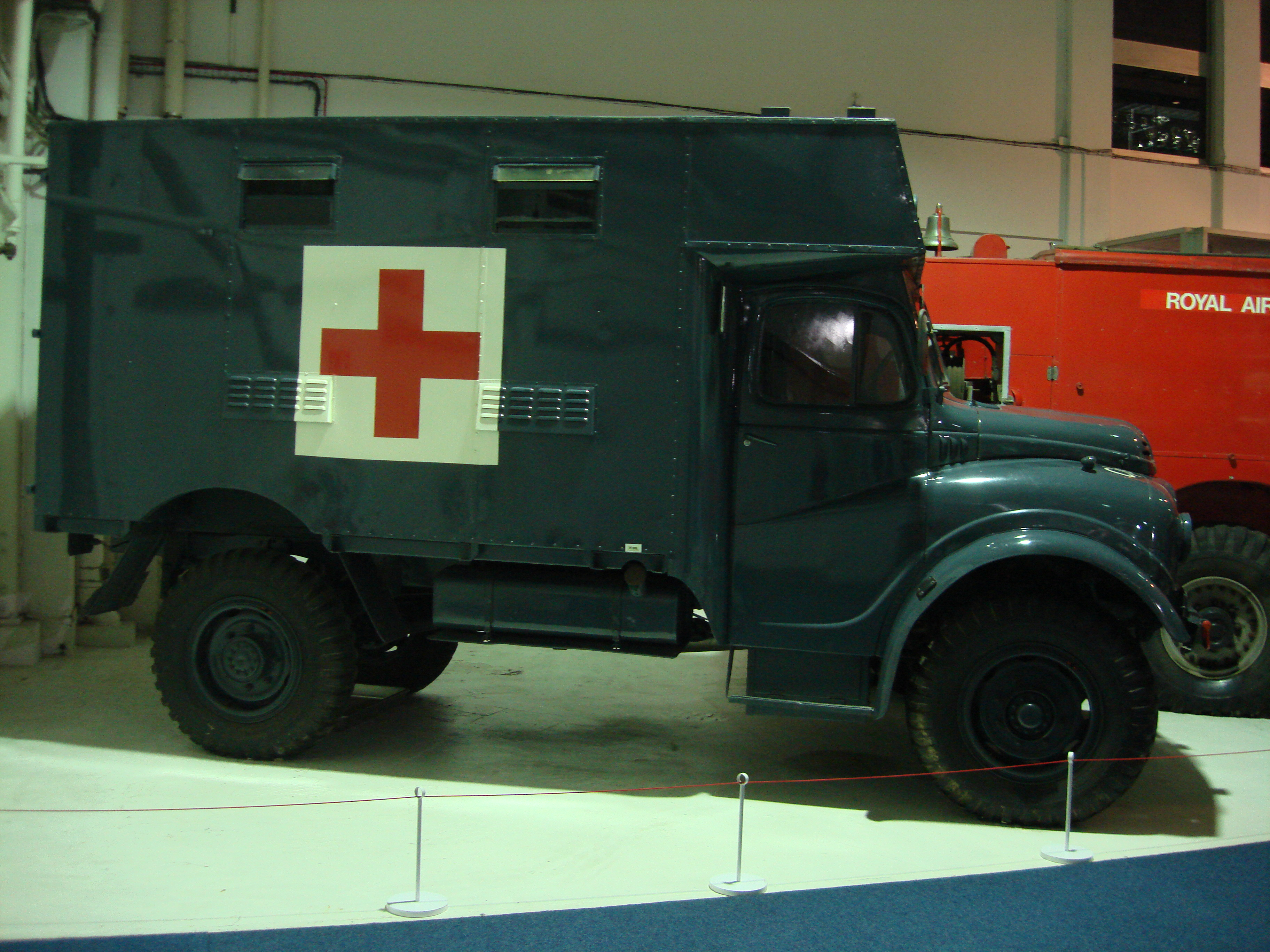
Ziekenwagen variant

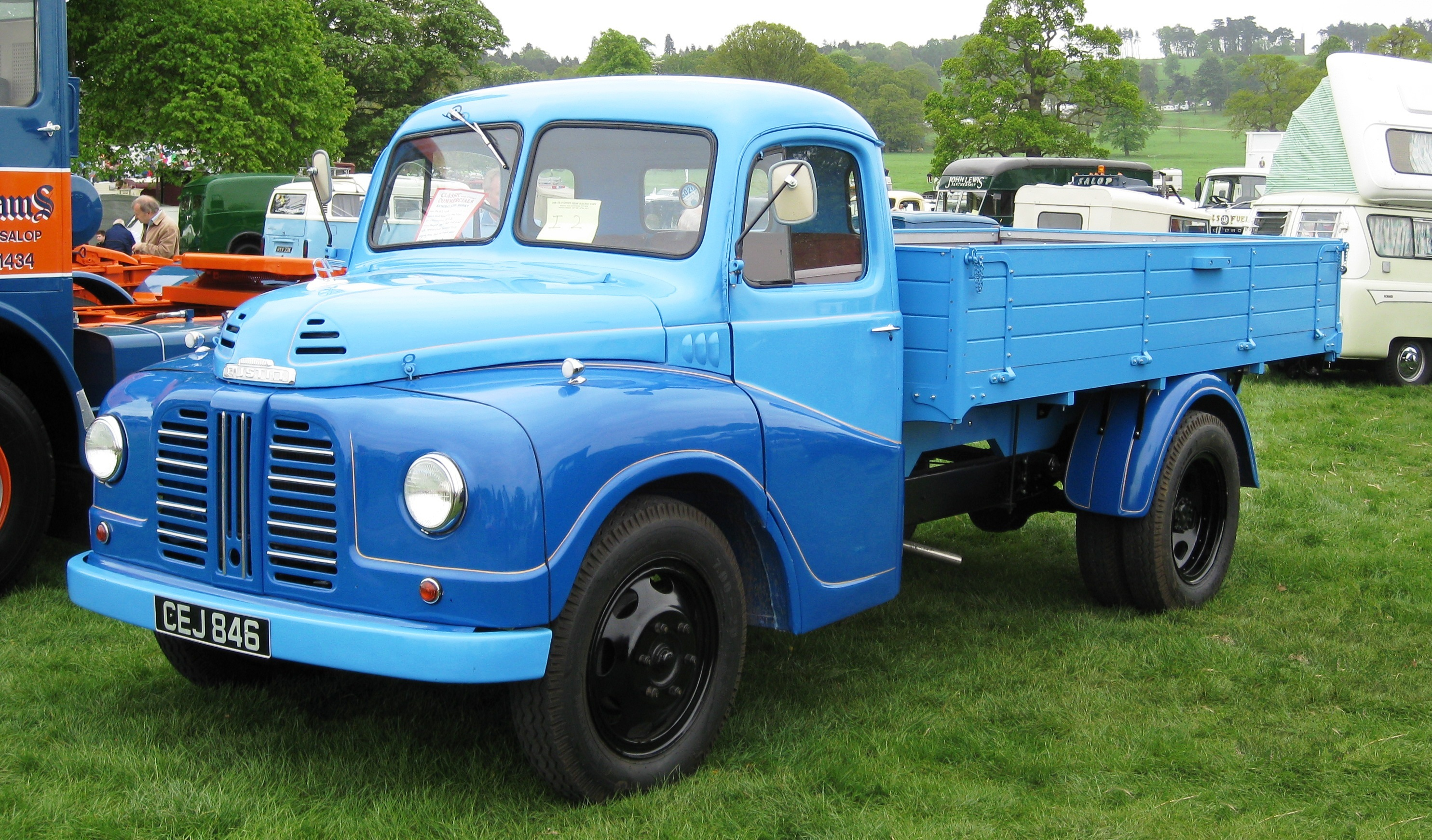
Civiele Austin Loadstar uit 1953

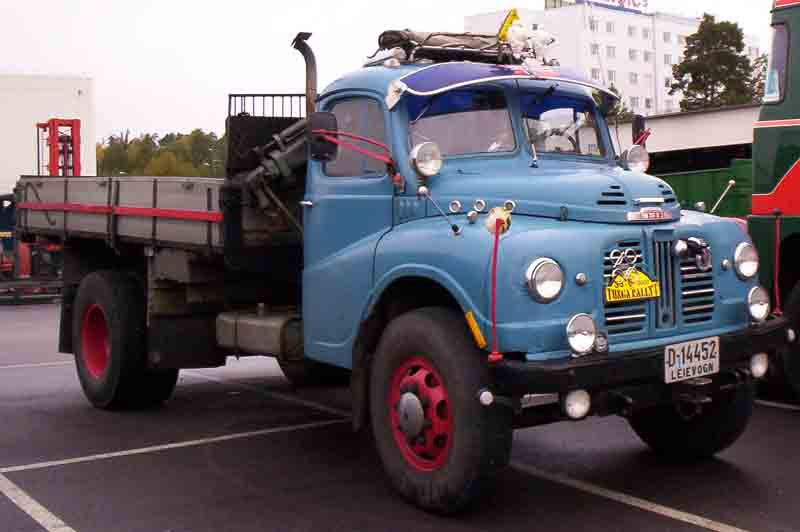
Zwaardere versie van de Loadstar uit 1954

De Austin K9 was een Britse lichte militaire vrachtwagen van de Austin Motor Company. Het voertuig werd in de jaren vijftig gemaakt. Het was een afgeleide van de Austin Loadstar die voor de civiele markt werd gemaakt.

## Loadstar
De civiele vrachtwagen werd als eerste op de markt gebracht. Het was de eerste vrachtwagen van Austin die na de Tweede Wereldoorlog werd ontwikkeld. De Austin Loadstar werd aangeboden met een laadvermogen tussen de 1,5 en 5 ton. De vrachtwagens zijn verkocht in het Verenigd Koninkrijk, Australië, Nieuw-Zeeland en Scandinavië. De Mark Mk III werd geïntroduceerd in 1956 en had een aangepaste voorzijde en interieur.

## Introductie
Aan het einde van de Tweede Wereldoorlog beschikte het Britse leger over een grote en diverse verzameling voertuigen. De strijdmacht streefde naar vernieuwing en standaardisatie van het voertuigenpark. Er werd besloten drie voertuigklassen te introduceren, de:
- Combat (CT), deze voertuigen werden speciaal voor het leger ontwikkeld om dicht bij de frontlinie te kunnen opereren,
- General Service (GS), dit waren civiele modellen aangepast aan de militaire eisen, en ten slotte
- Commercial (CL) dit waren normale civiele modellen die ver achter de fontlinie werden gebruikt meestal voor logistieke taken.

Het laadvermogen van de gestandaardiseerde voertuigen was 0,25 ton, 1 ton, 3 ton en 10 ton. In dit kader werd vrachtwagenfabrikanten verzocht met voorstellen te komen.

## Austin K9
In de klasse tot 1 ton beschikte het leger over de Bedford MW, de Morris-Commercial C8 en C4 en de Fordson WOT2. Voor de vervanging van deze voertuigen introduceerde Austin in 1952 een militaire variant van de Loadstar met de aanduiding K9. De militaire versie kreeg aandrijving op alle vier wielen (4x4) en het chassis kwam hoger te staan zodat de bodemvrijheid toenam. Deze GS-versie kreeg de militaire aanduiding FV16000 waarbij 'FV' staat voor Fighting Vehicle. De Morris MRA1 was een vergelijkbaar voertuig uit dezelfde periode.
Het voertuig kreeg een Austin zescilinder benzinemotor met een vermogen was 90 pk. De versnellingsbak telde vier versnellingen vooruit en een achteruit. Een reductiebak was aanwezig (4F1Rx2). Het voertuig werd in veel versies gebouwd naast de standaard vrachtwagen zoals radiowagen, maar ook als waterwagen met een capaciteit van 900 liter en ambulance. Het laadvermogen was 1 ton en de benzinetank kreeg een inhoud van 90 liter goed voor een bereik van 500 kilometer. De K9 had verder in het dak van de bestuurderscabine een gat voor observatie en defensieve doeleinden.
Het eerste contract betrof 5.800 exemplaren verdeeld over diverse uitvoeringen. Latere contracten brachten het totaal op ten minste 6.900. De Britse luchtmacht bestelde ook de Austin K9. Hier bleven de versies beperkt tot radio-, watertank- en ziekenwagens. De ziekenwagens konden vier liggende patiënten meenemen en de ziekenverzorger zat naast de bestuurder. Tussen de bestuurderscabine en het patiëntendeel zat een deur.
De ziekenwagenversie van de Landrover nam de rol van de Austin K9 over en de luchtmacht stootte in november 1961 de Austinziekenwagens af naar het leger. De Landrover nam steeds meer taken over waardoor de Austin K9s werden afgestoten en verkocht. De laatste voertuigen zijn eind jaren zestig uit dienst genomen.